# Жулябин, Пётр Андреевич
Пётр Андре́евич Жуля́бин (1905—1943) — ефрейтор Рабоче-крестьянской Красной Армии, участник Великой Отечественной войны, Герой Советского Союза (1943).

## Биография
Пётр Жулябин родился 12 июля 1905 года в селе Усть-Каремша (ныне — Нижнеломовский район Пензенской области). Окончил начальную школу. С 1923 года проживал в Ногинске, работал грузчиком на железной дороге. В 1931 году переехал в Электросталь, работал землекопом, бетонщиком. В 1941 году Жулябин был призван на службу в Рабоче-крестьянскую Красную Армию. С января 1943 года — на фронтах Великой Отечественной войны. Участвовал в Курской битве, в ходе которой сбил два вражеских самолёта. Воевал орудийным номером расчёта младшего лейтенанта Александра Асманова в составе 981-го зенитно-артиллерийского полка 9-й зенитно-артиллерийской дивизии 40-й армии 1-го Украинского фронта. Отличился во время битвы за Днепр.
В ночь с 28 на 29 сентября 1943 года батарея, в составе которой был расчёт Асманова, переправился через Днепр в районе населённых пунктов Луковица и Великий Букрин Мироновского района Киевской области Украинской ССР на Букринский плацдарм. В тот же день расчёт Асманова сбил один немецкий самолёт. 21 октября батарея лейтенанта Константина Аксёнова заняла позиции на окраине села Ходоров. На рассвете следующего дня противник предпринял массированный артобстрел и ряд авианалётов. Зенитчики сбили ещё один самолёт, однако одной из сброшенных бомб, попавшей в орудийный окоп, весь расчёт Асманова был убит. Зенитчики были похоронены в братской могиле в Ходорове.
Указом Президиума Верховного Совета СССР от 24 декабря 1943 года за «мужество и отвагу, проявленную в боях на правом берегу Днепра» ефрейтор Пётр Жулябин посмертно был удостоен высокого звания Героя Советского Союза. Тем же Указом это звание было присвоено всем остальным бойцам расчёта.
Также Жулябин был награждён орденом Ленина и медалью «За отвагу».

## Память

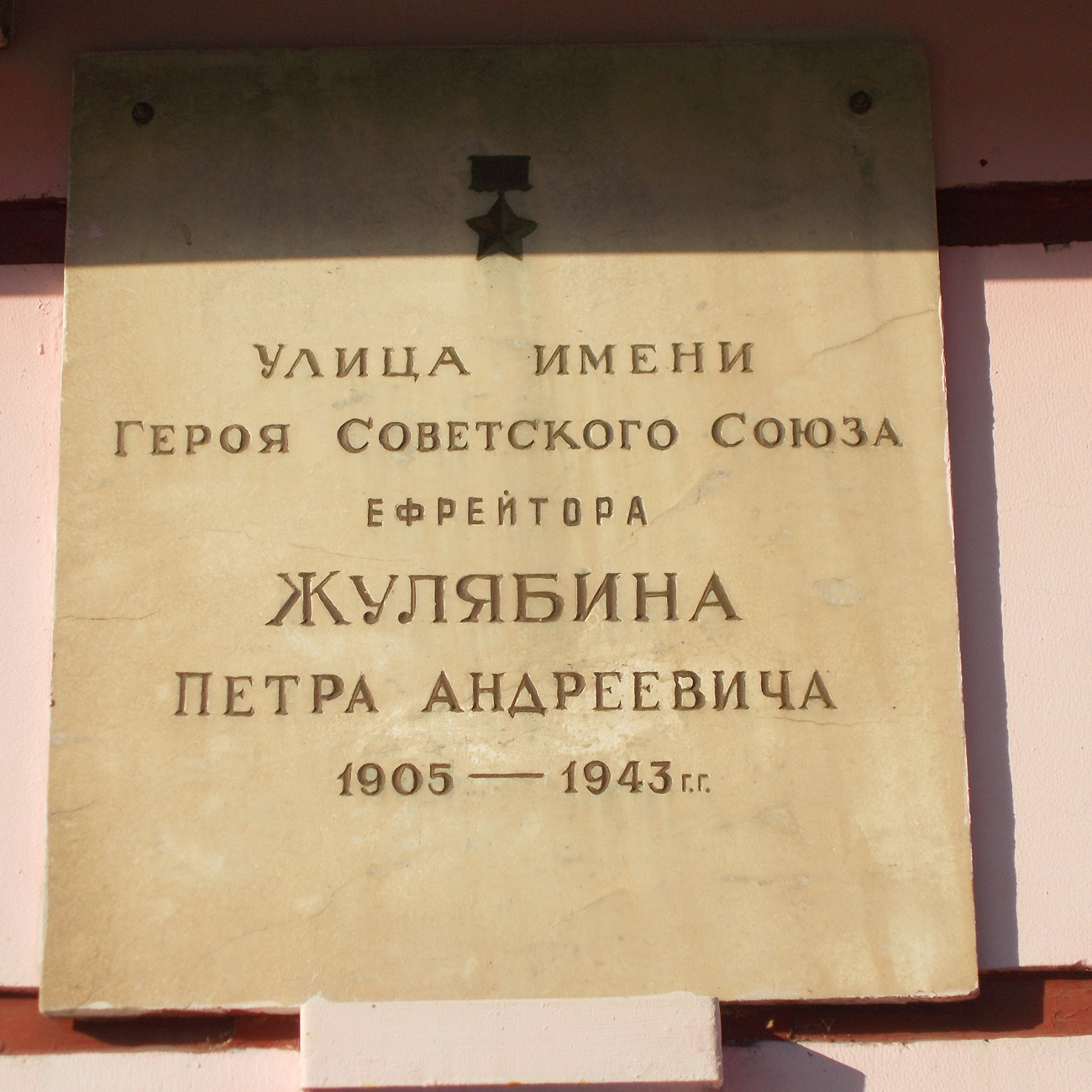
Памятная доска на улице Жулябина в городе Электросталь

- В честь Жулябина названа улица в Электростали[1].
- В городе Нижний Ломов Пензенской области, на Аллее славы герою установлена памятная доска.
- В селе Усть-Каремша Нижнеломовского района Пензенской области установлен бюст.